# San Jerónimo Manzanares
San Jerónimo Manzanares är en ort i Mexiko.   Den ligger i kommunen Tezonapa och delstaten Veracruz, i den sydöstra delen av landet, 270 km öster om huvudstaden Mexico City. San Jerónimo Manzanares ligger 139 meter över havet och antalet invånare är 489.
Terrängen runt San Jerónimo Manzanares är varierad. Runt San Jerónimo Manzanares är det ganska tätbefolkat, med 56 invånare per kvadratkilometer. Närmaste större samhälle är Cosolapa, 11,5 km nordost om San Jerónimo Manzanares. I omgivningarna runt San Jerónimo Manzanares växer huvudsakligen savannskog.